# Blaesodactylus
Blaesodactylus é um género de répteis escamados da família Gekkonidae. Este pequeno género é endémico da ilha de Madagáscar.

## Espécies
- Blaesodactylus ambonihazo
- Blaesodactylus antongilensis
- Blaesodactylus boivini
- Blaesodactylus sakalava